# Avery Storm

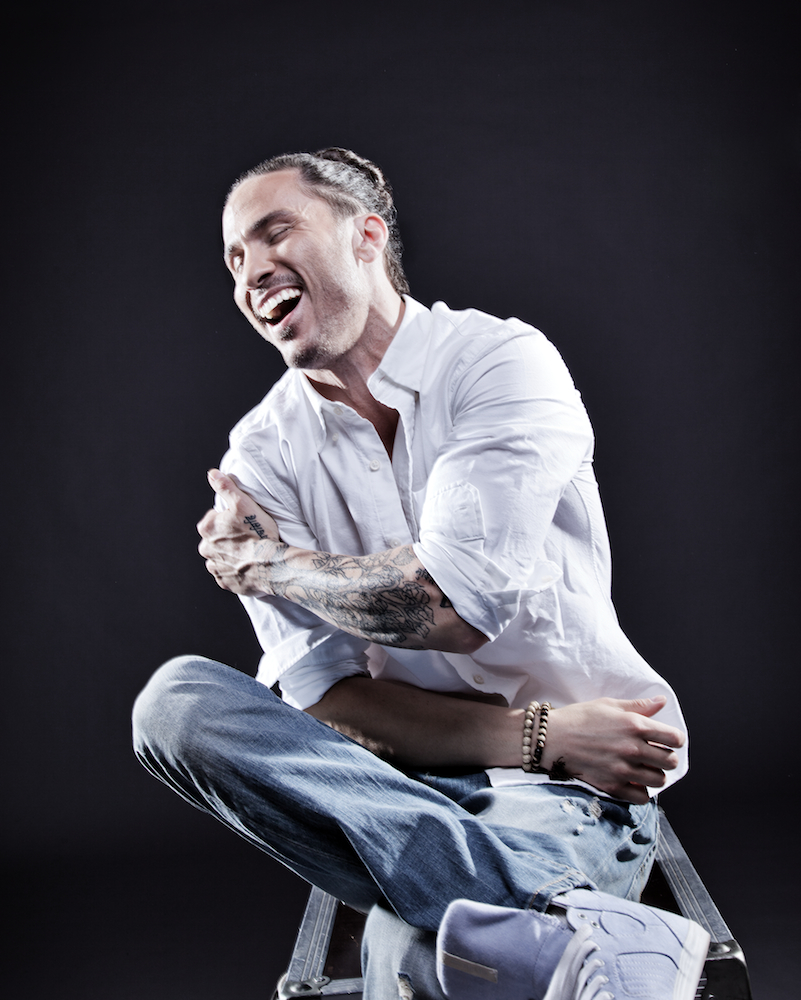

Ralph Di Stasio, más conocido como Avery Storm, es un cantante de rap estadounidense.
Di Stasio nació en una familia de clase obrera ítalo-estadounidense en Nueva Jersey. Se trasladó a Nueva York después de graduarse de la escuela secundaria. Firmó con la discográfica Beat Club en el 2001, después de unirse a una compañía de producción independiente.
En 2005, firmó con la discográfica Derrty Entertainment, propiedad del rapero Nelly.

## Álbumes
- 2010: Shotgun Love

## Mixtapes
- 2006: Volume Whatever
- 2009: Category 5
- 2010: Diary of The TakeOff (In collaboration with The HeatMakerz)

## Sencillos
- 2007: "Stop Time"
- 2008: "Terrified" (featuring Jadakiss)
- 2008: "My Life" (featuring City Spud)
- 2009: "Not Like My Girl" (featuring Rick Ross)